# Rincón (Sabana Grande)
Rincón es un barrio ubicado en el municipio de Sabana Grande en el estado libre asociado de Puerto Rico. En el Censo de 2010 tenía una población de 3450 habitantes y una densidad poblacional de 273,47 personas por km².

## Geografía
Rincón se encuentra ubicado en las coordenadas 18°5′19″N 66°56′37″O / 18.08861, -66.94361. Según la Oficina del Censo de los Estados Unidos, Rincón tiene una superficie total de 12.62 km², que corresponden a tierra firme.

## Demografía
Según el censo de 2010, había 3450 personas residiendo en Rincón. La densidad de población era de 273,47 hab./km². De los 3450 habitantes, Rincón estaba compuesto por el 88.96% blancos, el 4.12% eran afroamericanos, el 0.64% eran amerindios, el 0.09% eran asiáticos, el 4.61% eran de otras razas y el 1.59% pertenecían a dos o más razas. Del total de la población el 99.57% eran hispanos o latinos de cualquier raza.